# ديرب السوق
قرية ديرب السوق هي إحدى القرى التابعة لمركز ديرب نجم في محافظة الشرقية في جمهورية مصر العربية. حسب إحصاءات سنة 2006، بلغ إجمالي السكان في ديرب السوق 7388 نسمة، منهم 3638 رجل و3750 امرأة.

## التاريخ
ذكرها علي مبارك في كتابه الخطط التوفيقية، حيث ذكر أنها من قرى مديرية الدقهلية بقسم السنبلاوين.